# ARTES
ARTES (Advanced Research in Telecommunications Systems) ist ein langfristiges Programm der ESA zur Entwicklung von Produkten und Diensten für die Satellitenkommunikation. Es wird innerhalb des ESA-Direktorates für Telekommunikation und Integrierte Anwendungen (Telecommunications and Integrated Applications Directorate, TIA) durchgeführt. Die Teilnahme an einer Ausschreibung in einem bestimmten Programmelement ist nur Unternehmen aus einem ESA-Mitgliedsstaat möglich, der diesem Element Finanzmittel zur Verfügung stellt. Dabei können sich Unternehmen je nach Element auf bestehende Projekte bewerben oder selbst Projektskizzen einreichen. Die Förderquote ist dabei je nach Element und Technologie auf 50 % oder 75 % begrenzt. Lediglich Studien aus ARTES Advanced Technology werden zu 100 % von der ESA gefördert.
Für allgemeine Entwicklungen existiert ein analoges Programmpaket unter dem Namen General Support Technology Programme (GSTP).

## Programmelemente
Die einzelnen Elemente des Programms sind die folgenden:
- Future Preparations (vormals ARTES 1): Dieses Arbeitspaket umfasst strategische und Marktanalysen, Technologie- und Systemstudien, Regulatorien und Normen und dient der Entwicklung und der Unterstützung von Standards zur Satellitenkommunikation.
- Core Competitiveness (vormals ARTES 3, 4 und 5): Beinhaltet die Entwicklung, Qualifikation und Prototypeinsatz von Komponenten, Unterbaugruppen oder Subsystemen in Form von Hardware, Software oder eines Dienstes. Dies kann sowohl Projekte für das Raumsegment (Bspw. Nutzlast oder Satellitenbus) wie auch für das Bodensegment umfassen.
  - Competitiveness & Growth (vormals ARTES 3, 4 und 5.2): Diese sogenannte Programmkomponente umfasst die von der Industrie vorgeschlagenen Projekte mit Förderquoten bis zu 50 % bzw. 75 % von der Projektdefinition bis hin zur Marktreife.
  - Advanced Technology (vormals ARTES 5.1): Diese Komponente umfasst die von ESA vorgeschlagenen Projekte innerhalb eines jährlichen Arbeitsplanes zur Forschung und Entwicklung neuer Technologien für die Satellitenkommunikation mit einer Förderquote von 100 %.
- European Data Relais Satellite System (vormals ARTES 7): Entwicklung und Inbetriebnahme des European-Data-Relay-Satellite-Systems. Diese zumeist im geostationären Orbit stationierten Datenübertragungssatelliten dienen der Kommunikation zwischen anderen Satelliten in niedrigeren Orbits, anderen Raumfahrzeugen und Bodenstationen und sind ein Pendant zu den TDRS der USA.
- Large Platform Mission (LPM) (vormals ARTES 8 Alphabus/Alphasat): Programm für die Entwicklung der Alphabus-Plattform für leistungsfähigere geostationäre Kommunikationssatelliten und des Alphasat-Satelliten. Der von Astrium und Thales Alenia Space entwickelte Alphasat ist der erste Satellit basierend auf diesem Satellitenbus. Er wurde Mitte 2013 an Bord einer Ariane 5 gestartet und wird von Inmarsat betrieben.
- Satellite Communication for Air Traffic Management (Iris) (vormals ARTES 10): Iris zielt darauf ab, satellitengestützte Kommunikation und Dienstleistungen zur europäischen Luftraumüberwachung und -kontrolle zu etablieren. Es besteht eine enge Zusammenarbeit mit dem 2006 begonnenen Programm SESAR (Single European Sky Air Traffic Management Research) der EUROCONTROL und der EU.
- Small Geostationary Satellite (SGEO) (vormals ARTES-11 SmallGEO): Dieses Element besteht in der Entwicklung eines Satellitenbusses für kleine (ca. 3500 kg Startmasse) geostationäre Kommunikationssatelliten, die federführend vom Satellitenhersteller OHB durchgeführt wird. Der erste Satellit auf Grundlage dieses Satellitenbusses ist der im Januar 2017 gestartete Hispasat 36W-1.
- Next Generation Platform (NEOSAT) (vormals ARTES 14 Neosat): Das Element hat das Ziel, eine neue Generation von Satellitenplattformen zu entwickeln. Das Programm ist speziell auf die Entwicklung neuer Satellitenplattformen für geostationäre Satelliten mit einer Masse von 3 bis 6 Tonnen ausgelegt.
- Integrated Applications Promotion (IAP) (vormals ARTES 20): Bei diesen Studien handelt es sich um die Entwicklung, Implementierung und den Pilotbetrieb von integrierten Anwendungen, die mehrere Typen von bestehenden Satelliten oder -anwendungen für Zwecke der Telekommunikation, der Erdüberwachung oder der Navigation kombinieren.
- Satellite – Automatic Identification System (SAT-AIS) (vormals ARTES 21): Anwendung für die Seefahrt. Dieses Programm verfolgt die automatische Identifikation und Verfolgung von Wasserfahrzeugen in Zusammenarbeit mit der Europäischen Agentur für die Sicherheit des Seeverkehrs (EMSA) mit dem Ziel der Erhöhung der Sicherheit auf See, aber auch z. B. der Kontrolle von Fischereirechten und der Verfolgung von Meeresverschmutzern.
- Partner (vormals ARTES 33): Dieses Programm umfasst verschiedene von der Industrie eingebrachte Vorschläge für öffentlich-private Partnerschaften zur Entwicklung innovativer Produkte und Dienste für die Satellitenkommunikation. Die Vorschläge werden als Subelemente innerhalb ARTES Partner umgesetzt.

## Geschichte
Das ARTES-Programm wurde in den 1990er Jahren von der ESA initiiert und erfuhr seither mehrere Überarbeitungen. Eine Reform des Programms wurde auf der ESA-Ministerratskonferenz im Dezember 2016 in Luzern von den Mitgliedstaaten beschlossen. Dort wurden vor allem die Kernprogramme (ARTES Core Competitiveness) überarbeitet sowie neue Subelemente zu ARTES Partner hinzugefügt.